# Gummern (Schnackenburg)
Gummern ist ein Ortsteil der Gemeinde Schnackenburg im Landkreis Lüchow-Dannenberg in Niedersachsen.

## Geografie
Der Ort liegt 2 km südwestlich von Schnackenburg und 28 Kilometer nordöstlich von Lüchow (Wendland), dem Sitz des Landkreises Lüchow-Dannenberg. Die Nachbarorte sind Schnackenburg im Norden, Lütkenwisch, Cumlosen und Wentdorf im Nordosten, Müggendorf, Klein Wanzer, Stresow und Aulosen im Südosten, Bömenzien und Nienwalde im Südwesten, Kapern im Westen, sowie Holtorf im Nordwesten.
Die Verbundenheit Gummerns und Wahrenbergs mit dem Weißstorch ist bis in die Vereinigten Staaten bekannt.

## Geschichte
Die erste schriftliche Erwähnung von Gummern stammt aus dem Jahr 1360. Darin wurde der Ort unter dem Namen „Gummeren“ verzeichnet.